# Подушка безпеки

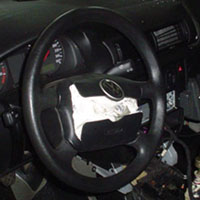
Подушка безпеки автомобіля Volkswagen Passat, що спрацювала

Поду́шка безпе́ки — система пасивної безпеки (SRS, Supplementary Restraint System) в транспортних засобах.
Подушка безпеки — це еластична оболонка, яка наповнюється повітрям або іншим газом. Подушки безпеки широко використовуються для пом'якшення удару у разі автомобільного зіткнення.
Важливою складовою транспортного засобу є подушки безпеки. Вони це складний пристрій, який складається із:
- безпосередньо подушки,
- системи, що відповідає за її викид,
- і датчика удару.

Розберемо кожні елементи більш докладно.
Подушка безпеки водія і пасажирів — це нейлонова оболонка, яка при раптовому надходженні повітря, розправляється. Подушка безпеки в складеному стані знаходиться за пластиковою панеллю автомобіля.
Найчутливіша частина системи — давач (сенсор) удару. Він відповідає за момент розкриття подушки безпеки. Зазвичай, викид подушки відбувається при ударі на швидкості понад 20 кілометрів на годину.
Пристрій подушки вироблено таким чином, що вона спрацьовує при сильному ударі. Коли відбувається зіткнення, спеціальні сенсори, що знаходяться в передній частині транспортного засобу, подають сигнал на піропатрон, який і активізує спрацьовування подушки.
Говорячи про даний механізмах варто сказати про систему надування. Дана складова відповідає за швидкий постріл і наповнення подушки повітрям. Система Airbag оснащена піротехнічними частинами — це дає можливість миттєво накачувати подушку.
Дві хімічні речовини змішуються і утворюють газоподібний азот. Дана реакція супроводжується невеликим вибухом, за рахунок чого роздувається подушка. Вона швидко заповнює область між водієм і панеллю приладів, що дозволяє забезпечити зменшення кількості травм.
Головна мета подушки безпеки — зменшити швидкість руху пасажира і водія до мінімального значення.